# Діелектрична сепарація
Діелектрична сепарація — різновид електричної сепарації.

## Загальний опис
Сутність діелектричної сепарації полягає в дії пондеромоторних сил неоднорідного електричного поля, які виникають внаслідок поляризації частинок і середовища. Величина цих сил визначається різницею провідностей і діелектричних проникливостей частинок і середовища, розмірами частинок і напруженістю електричного поля. Діелектрична сепарація здійснюється в рідкому діелектрику, діелектрична проникливість якого має проміжне значення між діелектричними проникливостями розділюваних мінералів. Частинка з діелектричною проникливістю більшою, ніж діелектрична проникливість середовища, буде рухатися в напрямку більшої напруженості поля. Частинка з діелектричною проникливістю меншою, ніж діелектрична проникливість середовища, навпаки, буде виштовхуватися із зони більшої напруженості поля. Діелектрична сепарація може бути використана для розділення матеріалів, які володіють близькими густинами, але різко відрізняються за діелектричними пронизливостями (напр., кварцит — доломіт; кварц — каолініт; сидерит — доломіт; турмалін — гранат та ін.).
Діелектрична сепарація в рідких діелектриках застосовується тільки в лабораторних умовах для розділення порошків розкласифікованих на вузькі класи крупності. Промислове використання цього метода стримується через відсутність нешкідливих і дешевих діелектричних рідин, а також складністю їхньої регенерації.

## Підготовка матеріалу до електричної сепарації
Для підвищення ефективності процесу електричної сепарації вихідний матеріал піддається різним підготовчим операціям: сушці, знепиленню, класифікації по крупності, відтирці і промивці, обробці ультразвуком і реагентами, опроміненню. В залежності від характеристики сировини застосовується одна або декілька операцій її підготовки до розділення методом електричної сепарації.
- Сушка — основний спосіб підготовки матеріалу. Підвищена вологість матеріалу комплексно впливає на процес електричної сепарації. По-перше, волога може суттєво змінити природну електропровідність мінералів, особливо мінералів-непровідників. По-друге, при підвищеній вологості зростає злипання частинок, незалежно від їхнього речовинного складу і електрофізичних властивостей. Дрібні частинки пустої породи можуть прилипати до цінних мінералів, потрапляти в концентрат і знижувати його якість. Таким чином, видалення зайвої вологи є операцією обов'язковою перед електричною сепарацією. Сушка вологого матеріалу здійснюється в барабанних сушарках і сушарках киплячого шару. При електричній сепарації особливо впливає на процес поверхнева волога матеріалу, яка видаляється при температурах 150—200оС. Висушений при такій температурі матеріал має вологість 0,5 — 1 %.

- Знепилення і класифікація по крупності. При наявності в матеріалі великої кількості пилу (частинок крупністю менше 30 — 40 мкм) процес сепарації порушується, тому що пил налипає на більш крупні зерна, на поверхню відсаджувального електрода і інші деталі сепаратора, що викликає пробої між електродами. Знепилення матеріалу може здійснюватись в камерних коронних сепараторах або циклонах. Кращі показники електричної сепарації в барабанних сепараторах отримують у тому випадку, якщо матеріал попередньо класифікований по крупності. Це особливо важливо при невеликій різниці в електропровідності розділюваних мінералів. Класифікацію матеріалу виконують на грохотах, в гідроциклонах або камерних сепараторах. Шкала класифікації визначається дослідним шляхом і вона тим вужче, чим вище показники сепарації.

- Очистка поверхонь мінералів. Оптимальні умови для процесів електростатичної зарядки і розрядки мінералів, які визначають чіткість їхнього розділення електричною сепарацією, можуть бути створені тільки у тому випадку, якщо поверхні мінералів будуть чистими, тобто якщо на них відсутні сторонні покриття і примазки, що змінюють природні електрофізичні властивості мінералів. Однак поверхні практично усіх мінералів в тому або іншому ступені забруднені і характер цих забруднень може бути різним. Поверхні одних мінералів покриваються пилом або реагентами в процесі їхньої переробки, на поверхні інших є плівки різного речовинного складу, які утворилися в результаті окиснення основного мінералу або інших процесів. Видалення забруднень першого типу здійснюється відтиркою і промивкою матеріалу або ультразвуковою обробкою. Для видалення більш міцних покрить другого типу застосовується обробка матеріалу в розчинах різних кислот і солей.

- Обробка поверхонь мінералів реагентами. Для підвищення селективності розділення мінералів електричною сепарацією в ряді випадків доцільно обробити їх поверхнево-активними речовинами, які направлено змінюють їхню поверхневу електропровідність. Органічні реагенти, як і при флотації, вибірково адсорбуються або хімічно закріплюються на поверхні тих або інших мінералів і придають їм гідрофобність. Неорганічні реагенти можуть створювати на поверхні мінералів плівку з підвищеною електропровідністю і тим самим збільшувати їхню електропровідність. Реагенти для обробки мінералів можуть бути застосовані у вигляді розчину або аерозолю.

- Електропровідність окремих мінералів змінюється під дією ультрафіолетового і рентгенівського опромінювання.

Вибір того або іншого методу штучної зміни електропровідності мінералів здійснюється в кожному випадку з урахуванням конкретних умов.

## Фактори, що впливають на процес електричної сепарації
Процес електричної сепарації залежить від ряду факторів, що визначаються властивостями збагачуваної сировини, конструкцією і принципом роботи сепаратора, способом підготовки матеріалу до сепарації і технологічним режимом процесу.
- Електропровідність мінералів визначає швидкість їх розрядки на заземлений електрод і величину остаточного заряду, яка вирішально впливає на ефективність процесу сепарації. Чим більше різниця в електропровідності мінералів, тим значніше відрізняються траєкторії їхнього руху в робочому просторі сепаратора і, отже, легше здійснюється їхнє розділення. Частинки з достатньо високою електропровідністю швидко розряджаються на заземлений електрод і з невеликим залишковим зарядом під дією механічних сил відриваються від барабана практично зразу ж після зіткнення з ним. Погана електропровідність частинок сприяє збереженню на них залишкового заряду такої величини, яка дозволяє їм утримуватись на поверхні барабана електричними силами. Чим менше електропровідність частинок, тим довше вони утримуються на барабані і тим далі опиняться від зони відриву частинок з більш високою електропровідністю. На електропровідність мінералів суттєво впливають стан їх поверхні, вологість і температура матеріалу. Стан поверхні мінералів визначає величину їхньої поверхневої електропровідності, тому процесу електросепарації передують процеси очищення поверхні механічним, хімічним або іншим способом. Адсорбована на непровідниках волога підвищує їхню електропровідність і утруднює їхнє відділення від провідників. Регулювання вологості матеріалу здійснюється сушкою. З підвищенням температури електропровідність напівпровідників зростає, в той же час електропровідність провідників знижується. Таким чином, температура матеріалу може бути параметром регулювання процесу електричної сепарації.